# Стрелка (Гагинский район)
Стрелка — посёлок в Гагинском районе Нижегородской области. Входит в состав Ветошкинского сельсовета.

## География
Находится в юго-восточной части Нижегородской области, в зоне хвойно-широколиственных лесов, к югу от автодороги 22К-0072, на расстоянии приблизительно 9 километров (по прямой) к северо-западу от села Гагина, административного центра района.

### Климат
Климат характеризуется как умеренно континентальный, с коротким тёплым летом и холодной снежной зимой. Среднегодовая температура — 3,2 — 3,4 °C. Средняя температура воздуха самого тёплого месяца (июля) — 17 — 19 °C; самого холодного (января) — −14 — −12 °C. Среднегодовое количество атмосферных осадков составляет 450—500 мм, из которых 349 мм выпадает в период с апреля по октябрь.

## История
В 1965 г. Указом Президиума ВС РСФСР посёлок участка № 5 совхоза «Ветошкинский» переименован в Стрелка.

## Население
| 2002 | 2010 |
| ---- | ---- |
| 8    | ↘3   |

## Инфраструктура
Личное подсобное хозяйство с зоной сельскохозяйственного использования, индивидуальная застройка усадебного типа.
Действовал один из участков совхоза «Ветошкинский».

## Транспорт
Стрелка доступна по просёлочной дороге.